# ジャワの踊り子
『ジャワの踊り子』（ジャワのおどりこ）は、宝塚歌劇団のミュージカル作品。菊田一夫作。1952年初演。1982年、2004年に再演された。芝居メインの作品だが、タイトルには「グランド・レビュー」と冠されている。インドネシアの独立のために倒れた若者たちの恋を描く。

## あらすじ
※1982年、2004年の上演を基にしています

### 第一幕
第二次世界大戦終戦後のオランダ領インドネシア。傀儡王朝の王宮では王を慰めるため、華やかに歌と踊りが繰り広げられている。花形の踊り子（男性）はアリ・アディナン。踊りのパートナーで恋人のアルヴィアと共に王妃のお気に入りの踊り子だった。その一方でアディナンは、独立運動のリーダー：通称マタハリだった。
そこへ、踊り子の中に"マタハリ"がいるという疑惑により、オランダ政庁の警察総監ポールが、部下でインドネシア人の刑事ハジ・タムロンと共に王宮を訪れる。同様の疑惑によりアルヴィアの弟オースマンが王宮から追放されたばかりであり、今回も王妃が激怒したため事なきを得るが、タムロンはアディナンを疑う。
アディナンとアルヴィアは王妃のとりなしで婚約する。だがその喜びもつかの間、アディナンは彼を呼ぶ歌声を聞き、一人王宮を出て行く。アルヴィアは、ポールの現地妻にならないかと王から打診されており、アディナンが去ったことを悲しむ。
オースマンは、雨の夜、以前助けた娘：アミナと再会し恋仲になった。独立運動の志士達との会合にもアミナを伴うようになる。彼女の提案により、彼女が王宮のアルヴィアを連れ出すこととなった。
花祭りの夜。アルヴィアはアミナと共に王宮を脱出。無事アディナンと再会する。しかしタムロンとその部下達が後を追ってくる。祭りにかこつけて集まっていたアディナンと仲間達は、踊りの喧騒の中、興奮した群集にまぎれてタムロンたちを上手く撒き、いずこかへと姿を消した。

### 第二幕
オースマンとアミナは、キャバレーのショースターとなって潜伏していた。客を装ってやってくる同志達と密談を交わす。だがそこには警察の女スパイ、欧亜混血のギャビィも潜入していた。ギャビィの罠にかかり、アミナを除いてオースマンたちは全員逮捕される。
その頃、アディナンとアルヴィアは無人の小島に隠れ住み、二人だけの幸せにあふれる日々を送っていた。そこへ逮捕した仲間から情報を得たタムロンが追って来る。折からの嵐の中、アディナンとタムロンは死闘を繰り広げ、タムロンが海へ転落。アディナンはアルヴィアの制止の声を振り切って、嵐の海へ飛び込み彼を助ける。翌朝、アルヴィアはタムロンの殺害を試みるが、アディナンがそれを制する。アディナンを逮捕すべき敵としか見ていなかったタムロンは号泣する。
小島での事件以来タムロンは、インドネシア人として、オランダ政庁の警官としての立場で板挟みとなり苦悩していた。追い討ちをかけるように、オースマン達が脱獄。タムロンはポールに、自分が責任を持ってアディナンたちを取り押さえると、宣言せざるをえなかった。
アルヴィアは今は実家に軟禁されている。独立義勇軍蜂起の準備に忙しいアディナンとはなかなか会えず、嫉妬と疑心暗鬼に苛まれていた。それをたくみについたギャビィとタムロンの罠にかかり、アルヴィアはタムロンに彼の潜伏先を教えてしまう。姉に会いに来たオースマンは怒り、アルヴィアも自分の浅慮に呆然とする。アルヴィアは、アディナンの身の自由と安全を条件に、ポールとの結婚を承諾する。
ポールとアルヴィアのささやかな結婚式の日。政庁に総監のいない隙を突いて独立義勇軍が蜂起。街は戦闘状態に陥る。アディナンはポールの手からアルヴィアを奪還。第三国に保護を求めるために混乱した街の中を逃げる。ついに二人はある国の大使館の門前で、警官隊に包囲される。ポールの命令により、タムロンが銃を撃つ。二人はその場に倒れる。
そこへオースマン達が駆けつけ、オランダ政庁と独立義勇軍のあいだに休戦協定が成立しインドネシアは独立したことを告げる。それを聞いたタムロンは自ら命を絶ち、ほどなくアディナンとアルヴィアは仲間達に見守られながら、静かに息絶えた。

## 主な登場人物
- アディナン：王宮の踊り子だが、独立運動のリーダーでもある。
- アルヴィア：アディナンのパートナーで恋人だが、彼の正体を知らない。
- オースマン：アルヴィアの弟で踊り子であったが王宮を追放された。独立運動の志士。
- アミナ：果物売りの娘。オースマンと恋に落ち、彼を支援する。
- ハジ・タムロン：インドネシア人の警官だが、独立運動を弾圧する自分の仕事と妹の結婚とのはざまで苦悩する。
- 私：作者が使わしたという、物語の語り部。

## これまでの上演
初演・1952年雪組
10月1日 - 10月30日、宝塚大劇場　1953年1月1日 - 27日、東京帝国劇場
作・演出：菊田一夫、作曲・編曲：山根久雄・河村篤二・中井光晴・入江薫・古関裕而
1982年雪組
5月8日 - 6月22日（新人公演：5月25日(第一部のみ)、6月11日(第二部のみ)）、宝塚大劇場　8月1日 - 8月29日（新人公演：8月18日）、東京宝塚劇場
潤色・演出：植田紳爾、作曲・編曲：寺田瀧雄・入江薫・高橋城
- 新人公演・配役
  - アディナン：奈々央とも（宝塚・5月25日、東京・第二部）、杜けあき（宝塚・6月11日、東京・第一部）
  - アルヴィア：北いずみ（宝塚・5月25日、東京・第二部）、北原遥子（宝塚・6月11日、東京・第一部）

1983年2月1日 - 2月8日、中日劇場
作：菊田一夫、潤色・演出：植田紳爾
1983年10月16日 - 11月8日、地方公演（金沢、富山、高山、美濃加茂、習志野、沼津、豊田、豊橋、小倉、広島、田川、柳川、熊本、佐世保、長崎、久留米、舞鶴）
潤色・演出：植田紳爾
2004年月組
4月17日 - 5月9日、全国ツアー
潤色・演出：植田紳爾、演出：谷正純
作曲・編曲：吉田優子・入江薫・高橋城・寺田瀧雄・河村篤二、振付：羽山紀代美・尚すみれ・若央りさ
- 4月17日(土)-18日(日) 富山市芸術文化ホール
- 4月20日(火)-21日(水) 名古屋市民会館大ホール
- 4月22日(木) ひこね市文化プラザ(滋賀県)
- 4月24日(土)-25日(日) 広島郵便貯金会館
- 4月27日(火) ルネッサながと(山口県)
- 4月29日(木・祝) 大分県立総合文化センター
- 5月1日(土)-5日(水・祝) 福岡市民会館
- 5月7日(金) 人吉カルチャーバレス(熊本県)
- 5月8日(土)-9日(日) 鹿児島県文化センター

2004年花組
5月29日 - 6月20日、全国ツアー（市川、横浜、昭島、府中、川口、沼津、静岡、仙台、福島、青森、札幌）
潤色・演出：植田紳爾、演出：谷正純
作曲・編曲：吉田優子・入江薫・高橋城・寺田瀧雄・河村篤二、振付：羽山紀代美・尚すみれ・若央りさ

## 宝塚大劇場公演のデータ

### 1952年・雪組
形式名は「グランド・レビュー」。2部24場。
スタッフ
- 作・演出：菊田一夫[1]
- 音楽[9]：山根久雄、河村篤二、中井光晴、入江薫、古関裕而
- 振付[9]：康本晋史、玉田祐三、出口節子、渡辺武雄
- 装置[9]：黒田利邦、渡辺正男
- 衣装[9]：小西松茂、平尾文男
- 照明[9]：高田平太郎
- 小道具[9]：山田圭一郎

### 1982年・雪組
形式名は「宝塚グランド・レビュー」。2部30場。
スタッフ
- 作・演出：菊田一夫[3]
- 潤色・演出：植田紳爾[3]
- 作曲・編曲[10]：寺田瀧雄、入江薫、高橋城
- 音楽指揮[10]：野村陽児、橋本和明
- 振付[10]：喜多弘、河上五郎、羽山紀代美、黒瀧月紀夫
- 殺陣[10]：金田治
- 装置[10]：渡辺正男
- 衣装[10]：静間潮太郎
- 照明[11]：今井直次
- 音響[11]：松永浩志
- 小道具[11]：上田特市
- 効果[11]：中田正廣
- 演技指導[11]：美吉左久子
- 演出補[11]：三木章雄
- 演出助手[11]：谷正純
- 制作[11]：武井泰治
- 風俗監修[11]：河上五郎

## 配役
|            | 1952年雪組 | 1982年雪組        | 1983年雪組 | 1983年雪組 | 2004年月組 | 2004年花組 |
| 宝塚・帝国 | 宝塚・東宝 | 中日              | 地方       | 全国       | 全国       |            |
| ---------- | ---------- | ----------------- | ---------- | ---------- | ---------- | ---------- |
| アディナン | 明石照子   | 麻実れい          | 麻実れい   | 麻実れい   | 彩輝直     | 春野寿美礼 |
| アルヴィア | 新珠三千代 | 遥くらら          | 遥くらら   | 美風りざ   | 映美くらら | ふづき美世 |
| オースマン | 寿美花代   | 寿ひずる          | 高汐巴     | 平みち     | 北翔海莉   | 華形ひかる |
| アミナ     | 八千草薫   | 草笛雅子          | 草笛雅子   | 草笛雅子   | 椎名葵     | 桜乃彩音   |
| タムロン   | 美吉左久子 | 尚すみれ          | 尚すみれ   | 尚すみれ   | 大空祐飛   | 蘭寿とむ   |
| 私         | ？         | 山城はるか 千城恵 | 千城恵     | 千城恵     | 未沙のえる | 未沙のえる |